# La Chatte de Constantin le fortuné
La Chatte de Constantin le fortuné (Costantino Fortunato) est un conte de fées italien figurant dans le second volume du recueil Les Nuits facétieuses (1553 ; fable XI-1) de Giovanni Francesco Straparola. Il raconte l'histoire d'une chatte qui utilise la ruse et la tricherie pour offrir la richesse et la main d'une princesse à son maître sans-le-sou et mal-né. Il s'agit d'une version primitive du conte de Perrault Le Chat botté.

## Résumé
En Bohême, une vieille veuve a trois fils appelés Dussolin, Tesifon et Constantin le fortuné. La femme est fort pauvre et ne possède en tout que trois choses : une huche pour pétrir le pain, un tour pour tourner la pâte, et une chatte. Avant de mourir, elle lègue par testament à Dussolin, son aîné, la huche, à Tesifon le tour, et à Constantin, le cadet, la chatte. Les voisins empruntent la huche et le tour et, en échange, donnent à Dussolin et Tesifon une galette, que les deux frères refusent de partager avec Constantin, lui disant qu'il n'a qu'à en demander à sa chatte. Celle-ci, cependant, est une fée, et elle prend le jeune garçon en pitié.
La chatte jure à son maître de lui venir en aide. Elle part tuer un lièvre, qu'elle va offrir au roi, en lui disant que le cadeau vient de Constantin, un gentilhomme sans pareil en bonté, beauté, vertu et puissance. Invitée à la table du roi, la chatte se farcit la panse et remplit discrètement sa besace de nourriture qu'elle retourne apporter à Constantin. Dussolin et Tesifon, voyant leur frère avec tant de nourriture, lui demandent de partager, mais Constantin ne leur donne rien.
La chatte décide ensuite de débarrasser Constantin des rognes et teignes que la misère lui a causés et va le faire plonger trois fois nu dans le fleuve, avant de le lécher des pieds jusqu'à la tête. En moins de trois jours de ce traitement, voilà le jeune garçon de nouveau tout sain et tout gaillard. La chatte l'emmène ensuite à une rivière proche du palais royal, et le fait plonger dans l'eau jusqu'au cou. Elle appelle alors à l'aide. Le roi l'entend et fait porter secours à Constantin, à qui l'on met de riches vêtements. Le « rescapé » ainsi paré est présenté au roi, et la chatte explique à celui-ci que son maître, étant en route pour lui apporter bijoux et pierres précieuses, a été complètement dépouillé et jeté à l'eau par des voleurs. Le roi, ravi, donne une riche chambre au garçon et ne tarde pas à lui donner également sa fille en mariage.
Après les noces, Constantin reçoit beaucoup de richesses, mais le roi décide d'envoyer en grand équipage sa fille et son gendre dans la maison de ce dernier, qui s'inquiète de savoir où cela va le mener. La chatte court alors devant et trouve des cavaliers, auxquels elle dit que des gendarmes arrivent qui risquent de les prendre ou de les tuer, et elle leur conseille vivement de prétendre, pour se sauver, qu'ils sont les serviteurs et sujets du seigneur Constantin. La chatte poursuit son chemin et dit la même chose à tous ceux qu'elle rencontre. Ainsi, quand les gentilshommes accompagnant Constantin et Élisette, la princesse, demandent à ceux qu'ils croisent qui ils sont, tous leur disent qu'ils sont au service du prince, ce qui le fait passer pour un très riche gentilhomme. La chatte, qui est toujours en route, arrive par chance à un château, où elle fait toujours la même annonce et donne le même conseil. Arrivés dans ce château, Constantin et Élisette ainsi que leur équipage sont reçus avec tous les honneurs. On apprend que Valentin, le véritable seigneur, est mort au cours d'un voyage, et Constantin peut rester le maître de ses propriétés. Peu après, Morand roi de Bohême, son beau-père, décède lui aussi, et Constantin et Élisette deviennent à leur tour roi et reine. Ils auront, pour hériter de leurs riches possessions, plusieurs beaux enfants.

## Classification
Dans la classification des contes-types d'Aarne et Thompson, La Chatte de Constantin le fortuné, comme Le Chat botté, est rangé dans les contes de type AT 545, « Le Chat serviable ». Le conte du type AT 545 est répandu dans toute l'Europe jusqu'en Sibérie, en Inde d'où il a essaimé en Indonésie et aux Philippines ; il a été porté aussi chez certains Indiens d'Amérique, et en Afrique. Si, dans beaucoup de versions, influencées surtout par Perrault, l'animal est un chat, on en trouve d'autres mettant en scène un renard : en France, en Italie, et dans certains pays d'Europe de l'Est. Ailleurs, l'animal peut aussi être un chacal ou un singe.
Il est fort possible que Perrault se soit servi de la version de Straparola (lue ou entendue), dont la traduction a beaucoup circulé en France à la fin du XVIe ; en revanche, il est moins sûr qu'il ait eu connaissance de celle de Basile (Gagliuso), écrite en napolitain et qui, de ce fait, restera longtemps non traduite.